# Suzuki V-Strom 650
De Suzuki V-Strom 650 ( DL650 ) is een middelzware, sportieve toermotorfiets die in 2002 werd gelanceerd met een standaard rijhouding, brandstofinjectie en een aluminium chassis. De DL650 zit nu in de derde generatie sinds modeljaar 2017. De DL650 wordt op de markt gebracht in Europa, Oceanië, Noord- en Zuid-Amerika en sinds 2018 in India, en wordt vervaardigd in de ISO 14001- gecertificeerde eindassemblagefabriek van Suzuki in Toyokawa, Japan.
De V-Strom 650 ruilt kracht om zich aan te passen aan verschillende rijomstandigheden: woon-werkverkeer, cruisen, avontuurlijk toeren en in mindere mate off-road rijden. De motor wordt op verschillende manieren gecategoriseerd als dual sport, sport enduro tourer, street / adventure, woon-werkmotor of instapmodel.
Volgens de New York Times heeft de V-Strom wereldwijd een trouwe aanhang en overtreft de DL650 de grotere Suzuki V-Strom 1000 en de Suzuki V-Strom 1050 en de kleinere Suzuki V-Strom 250 .
De naam V-Strom combineert V, verwijzend naar de V-motorconfiguratie van de motorfiets, met het Duitse woord strom, wat stroom of stroom betekent.

## Mechanica
De V-Strom heeft een zesversnellingsbak met brandstofinjectie en lichtjes getunede 645 cc-motor van de SV650- sportmotor van Suzuki, met een twee-in-één uitlaatsysteem. Een rechte, standaard rijhouding draagt bij aan de rijeigenschappen van de fiets.

### Motor
De motor is een 90 °, vloeistofgekoelde viertakt V-twin, met 81.0 mm (3.19 in) boring en een 62.6 mm (2,46 in) slag, vier kleppen per cilinder en inlaat- en uitlaatkleppen elk met hun eigen nokkenas. Het zijn meer ontspannen nokkenprofielen, vergeleken met de SV-motor, verhogen het vermogen tussen 4.000 en 6.500 rpm, samen met kleine veranderingen aan de airbox en uitlaat. Ten opzichte van de SV wordt de traagheid van de krukas (vliegwieleffect) ook met 4% verhoogd via een opnieuw ontworpen starterkoppeling. Ook gebruikt de DL650-motor een plastic buitenste koppelingsdeksel en motortandwieldeksel voor minder gewicht en geluid.
In tegenstelling tot de SV motor, die gietijzeren cilinder kokers gebruikt, gebruikt de DL650 gepatenteerde SCEM (Suzuki Composite Electrochemical Material) cilinderbussen, een beproefde nikkel-fosfor-silicium-carbide coating voor minder gewicht en verbeterde warmteoverdracht, wat zorgt voor een strakkere en efficiëntere speling tussen zuiger en cilinder, vergelijkbaar met een Nikasil- coating.

### Motorelektronica
De motorelektronica van de DL650 helpt bij het starten en gas geven en maakt gebruik van Suzuki's AFIS (Auto Fast Idle System), waardoor een snelle stationairregeling wordt geëlimineerd. De motorregeleenheid (ECM) leest motorinformatie, zoals koelvloeistoftemperatuur, via een 32-bits centrale verwerkingseenheid (CPU), die de dubbele gasklephuizen van het brandstofsysteem bestuurt.

### Uitstoot
De DL650 maakt gebruik van Suzuki Dual Throttle Valve (SDTV) brandstofinjectie en uitlaten via een twee-in-één uitlaatsysteem met een katalysator in de uitlaatdemper. Europese modellen voldoen aan de Euro 3-emissiespecificaties. In de VS vermindert een "PAIR" -luchtinjectiesysteem de CO- en HC-uitstoot.

### Chassis
Een stijf, twin-spar aluminium frame en achterbrug biedt plaats aan een Showa monoschokdemper met terugvering en hydraulische instelbare veervoorspanning. De voorvork met Showa-demperstangen zijn niet verstelbaar. De DL650 heeft een 19 inch voorwiel en een 17 inch achterwiel.

### Instrumenten en carrosserie

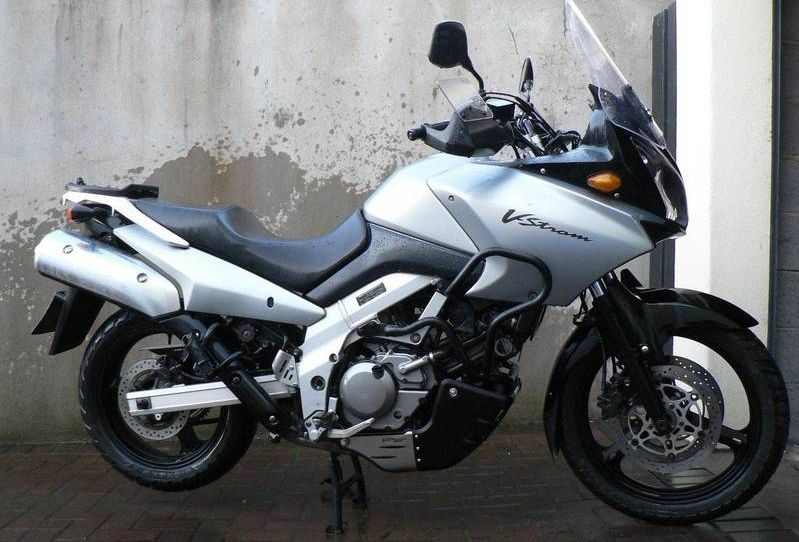
Europees model 2004 DL650, let op het ontbreken van kleine ronde zijreflectoren, afgebeeld met aftermarket crashbeschermers, onderkuip, middenbok en windscherm.

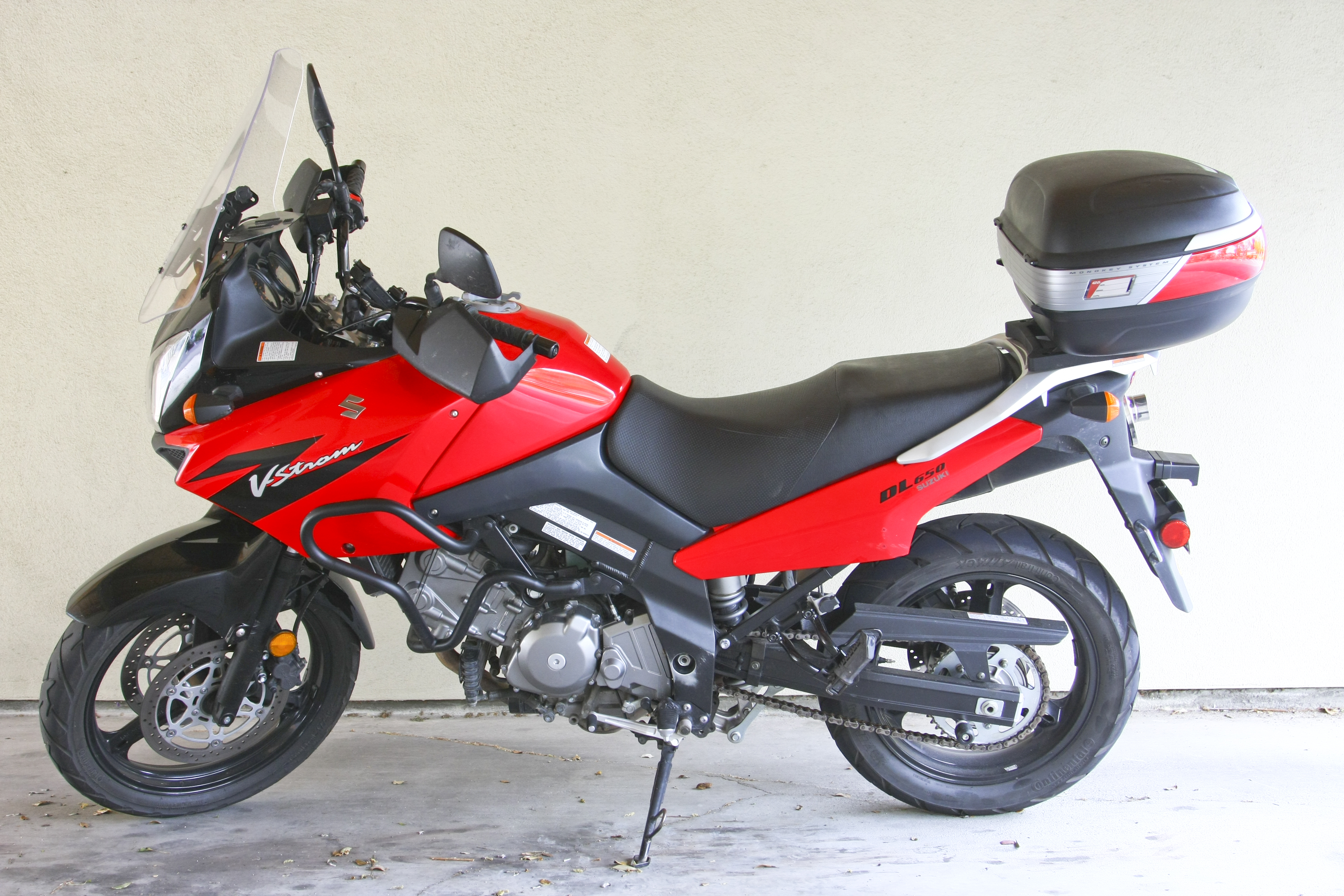
US Model 2005 DL650, met aftermarket windscherm en beugel, handkappen, Givi crash beschermers, Suzuki hoog zadel en topkoffer.

Het instrumentenpaneel van de fiets bevat een compacte analoge snelheidsmeter en toerenteller (beide met ledverlichting) en een digitale lcd-eenheid met kilometerteller, dagteller, koelvloeistoftemperatuurmeter, brandstofmeter, led-neutraal, digitale klok, richtingaanwijzer, grootlicht en een waarschuwingslampje voor oliedruk.
Het verstelbare windscherm maakt beweging van 50 mm (2 inch) mogelijk. Een klein compartiment onder het zadel, geschikt voor klein gereedschap, handschoenen of een gebruikershandleiding, is toegankelijk door het zadel te verwijderen via een slot aan de achterkant van de fiets, net onder het ingebouwde rek.

## Onderscheidingen en recensies
De V-Strom 650 werd door het tijdschrift Motorcyclist (VS), oktober 2007, uitgeroepen tot een van de "tien beste" motoren onder de $ 10.000, - waarmee hij onder andere de V-Strom 1000 versloeg. In een artikel van september 2006 schreef het tijdschrift Cycle World "de DL650 is misschien wel de meest schrikbarende competente machine ter wereld van vandaag". Een artikel uit 2004 van MotorcycleUSA.com zei: "Het was moeilijk om een andere machine voor te stellen met een concurrerende veelzijdigheid per dollar." Tweemaal achter elkaar heeft de DL650 de titel "Alpenkoenig" (koning van de Alpen) verdiend, waarmee hij in 2005 en 2006 de trans-alp multi-bike-test van het Duitse Motorrad
In 2005 won de DL650 de felbegeerde "Wind Wagon Award" vanwege zijn interessante aerodynamische kwaliteiten. De motor vertoonde tijdens het testen een aerodynamische flutter, of buffet. Suzuki-ingenieurs legden uit dat het buffet "slechts significant was vanaf ongeveer 30 km / u vóór de topsnelheid van de motorfiets". Hoewel V-Strom-enthousiastelingen het meestal als een negatief attribuut beschouwen, staan ze erom bekend het wankele, turbulente gevoel van de motorfiets te verdedigen, vooral in online "V-Strom-forums". Interessant is dat deze ontwerpfout een beetje een handtekening voor de DL is geworden en tot op heden voortduurt.
Bij de lancering van de DL650 zei de bekende motorjournalist Kevin Ash dat "Als je alles in aanmerking neemt - prijs, comfort, brandstofbereik, algemene capaciteiten, zou je kunnen zeggen dat het de motor van het jaar was", eraan toevoegend: "Er is iets eerlijks en solide. aan de V-Strom. " Ash had als dagelijkse motor een DL650 gereden en noemde het in 2005 de "beste motor die je kunt kopen". Ash complimenteerde het comfort, het brandstofbereik, de motor en het rijgedrag van de motorfiets, gaf problemen aan met de remmen en corrosiebestendigheid en beschreef de motor als "misschien wel de ultieme allround machine".

## Eerste generatie

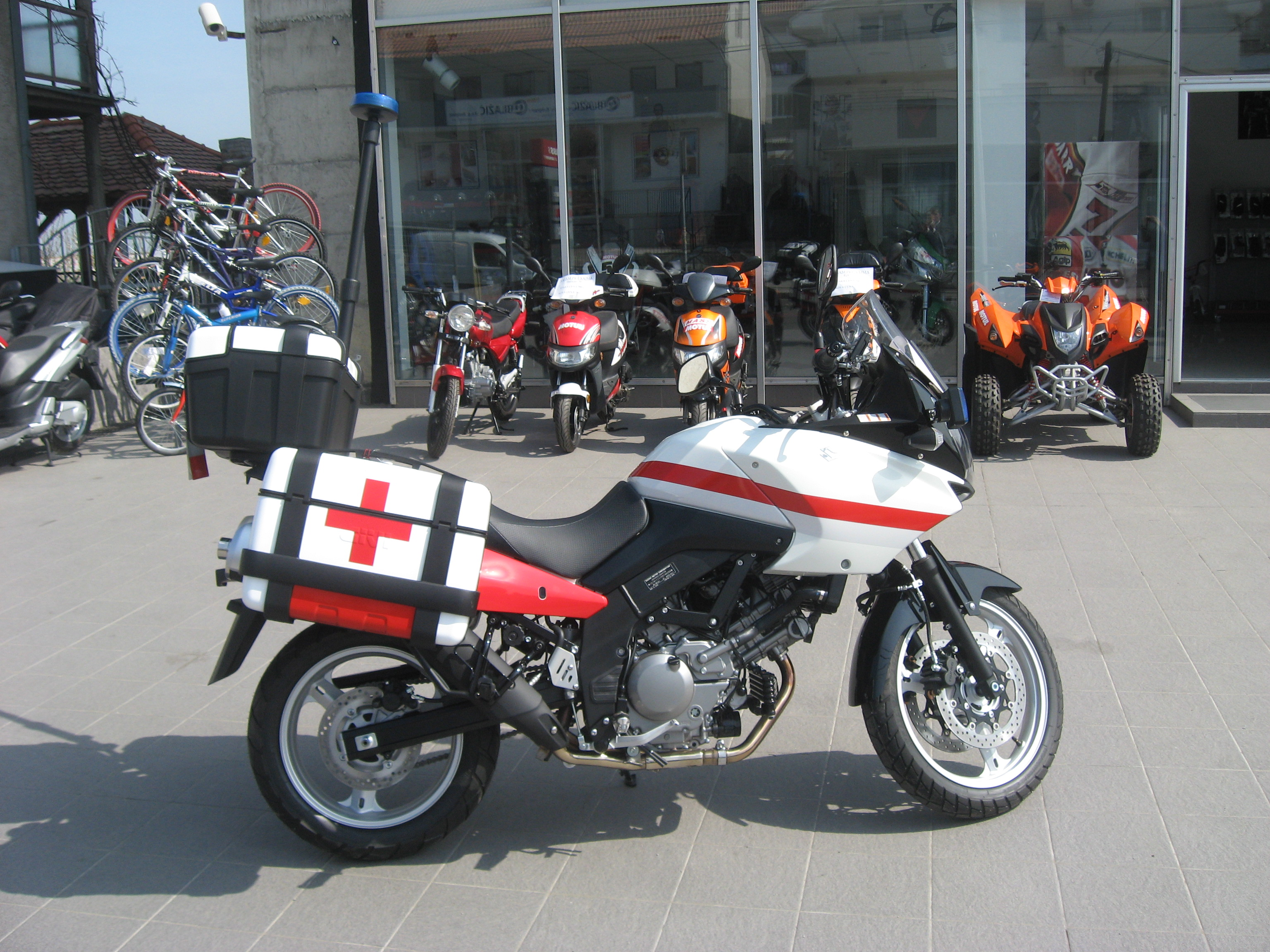
Ambulance versie van de Suzuki V-strom 650 in Servië

### 2004
- Eerste modeljaar

### 2005
- Koplamponderbreking bij starten toegevoegd.

### 2007
- Optioneel ABS ( antiblokkeersysteem )
- Wielbasis verhoogd van 1.539 mm tot 1.554 mm met een toename van de achterbruglengte met 15 mm
- Dubbele bougies bij elke cilinder. (Met uitzondering van Europese modellen)
- Stationair stelschroef verwijderd

### 2008
- Dynamo-output verhoogd van 375 naar 400 watt.

### 2009
- Geheel stalen borgmoer op de achteras, voorheen gekartelde moer. (Alleen Amerikaans model, deze functie is altijd aanwezig op modellen voor Australië en Nieuw-Zeeland)
- Heldere lenzen voor signaallicht, voorheen amber.

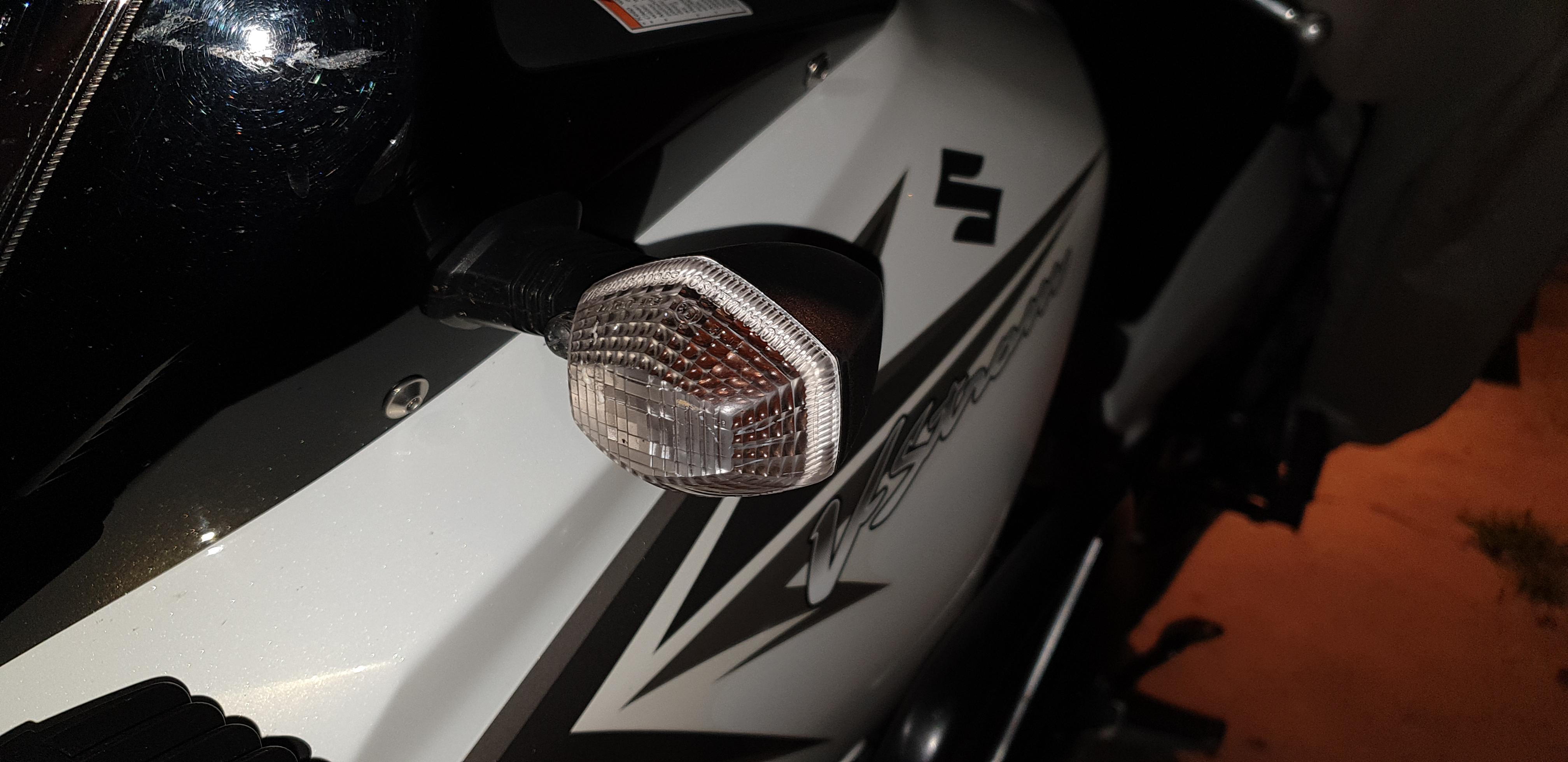
DL650 K9 (2009) Heldere indicatielenzen

## Tweede generatie

### 2012
- Carrosserie gerestyled

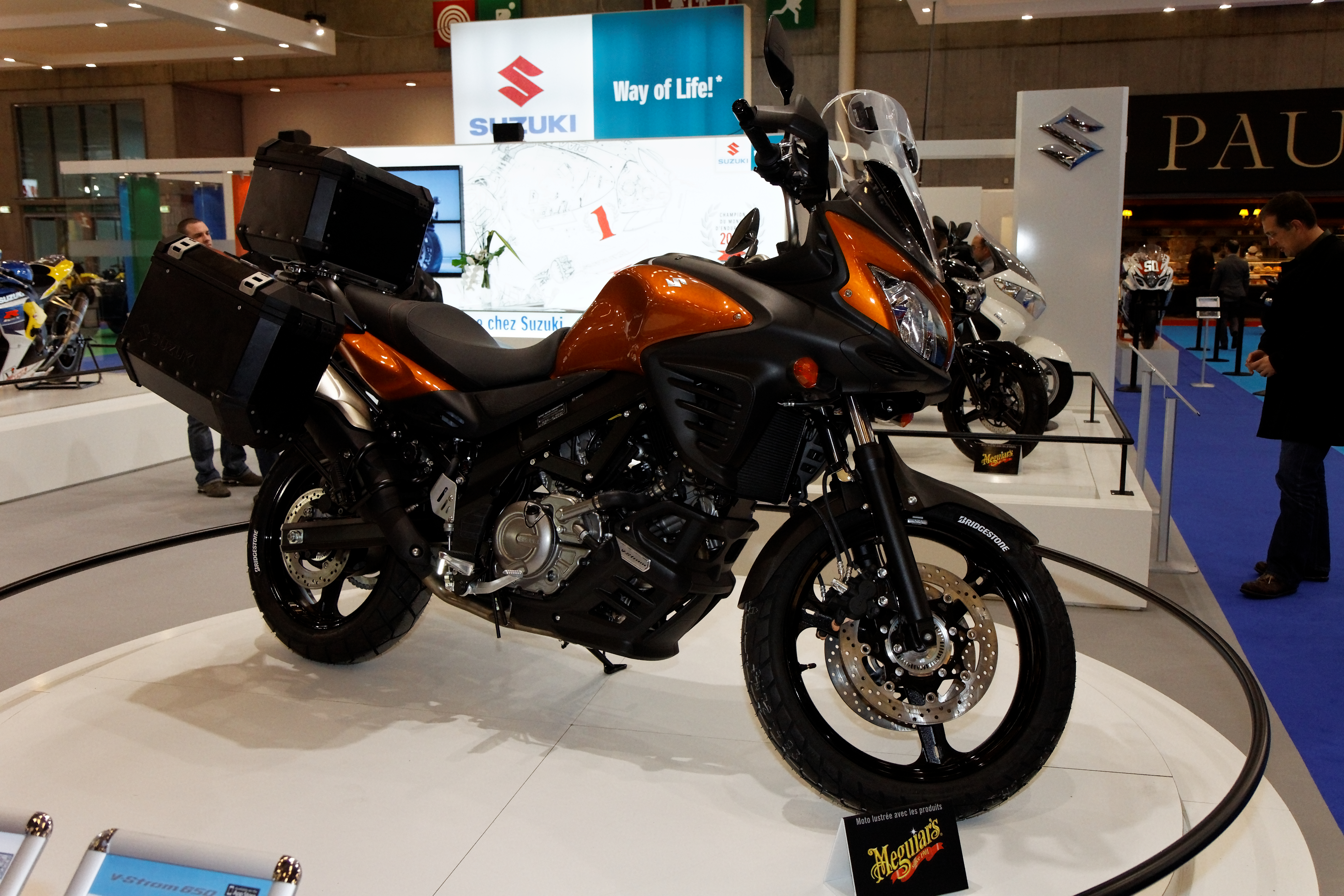
VStrom 2012

- Inhoud brandstoftank verlaagd van 22L naar 20L
- Zithoogte verhoogd van 820 mm tot 835 mm
- Interne transmissie verandert om het geluid te verminderen en het koppel in het lage tot middenbereik te versterken
- Vermogenstoename van 63,5 pk en 55,9 Nm koppel tot 66,2 pk en 58,3 Nm koppel
- Veerweg achteraan verhoogd 10 mm tot 160 mm
- Opnieuw ontworpen instrumentenpaneel met dagtellers, gemiddelde kilometerstand, omgevingstemperatuur en versnellingsposities
- Vermindering van het bruto voertuiggewicht met 8,2 kg
- Antidiefstalsysteem geïntegreerd in de ECU met de contactsleutel met een beveiligingschip
- Externe oliekoeler geïntegreerd in basis van oliefilter (warmtewisselaar, reeds aanwezig op AU-modellen sinds minstens 2007)

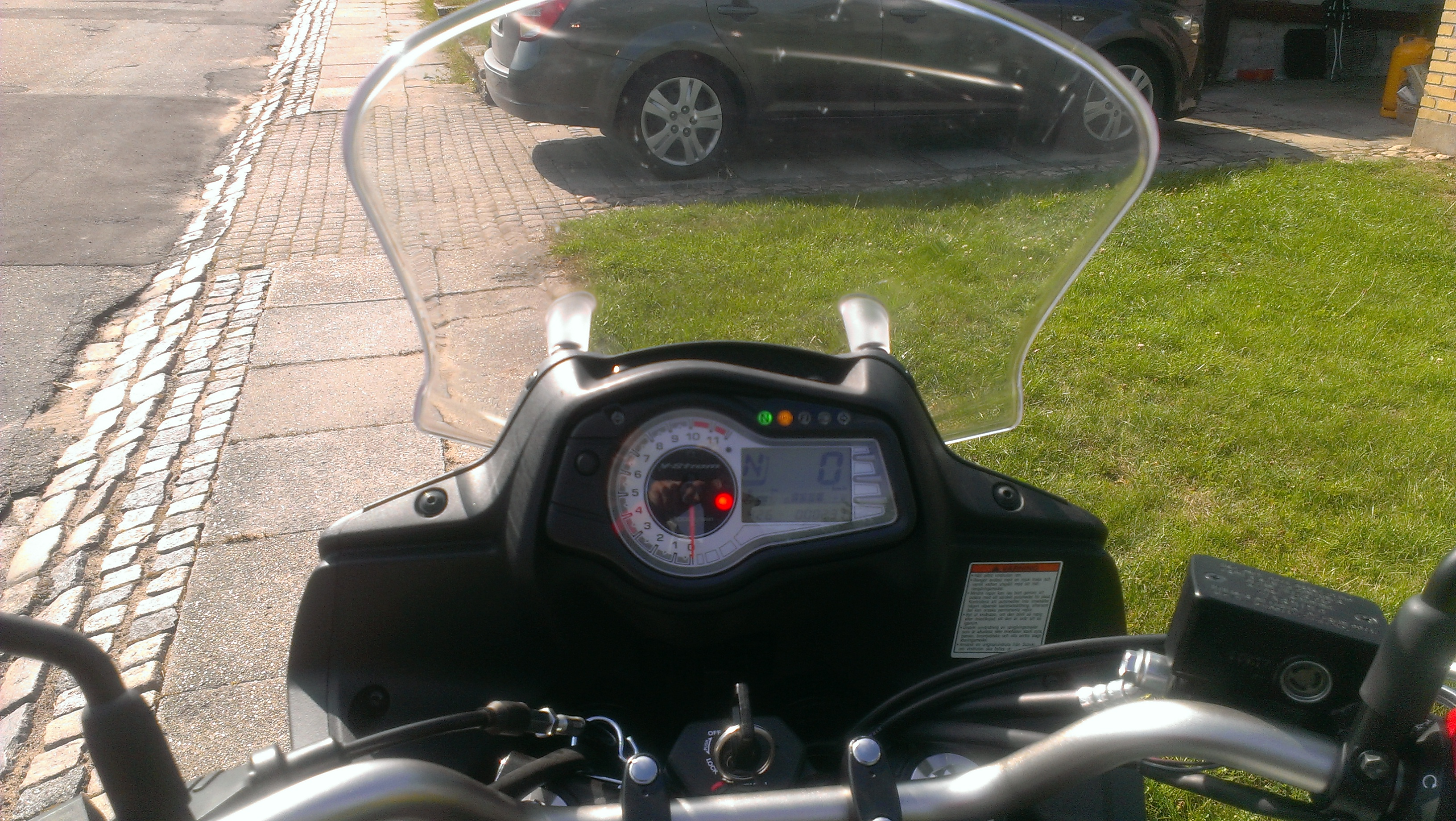
DL650AL2 Instrumentatie

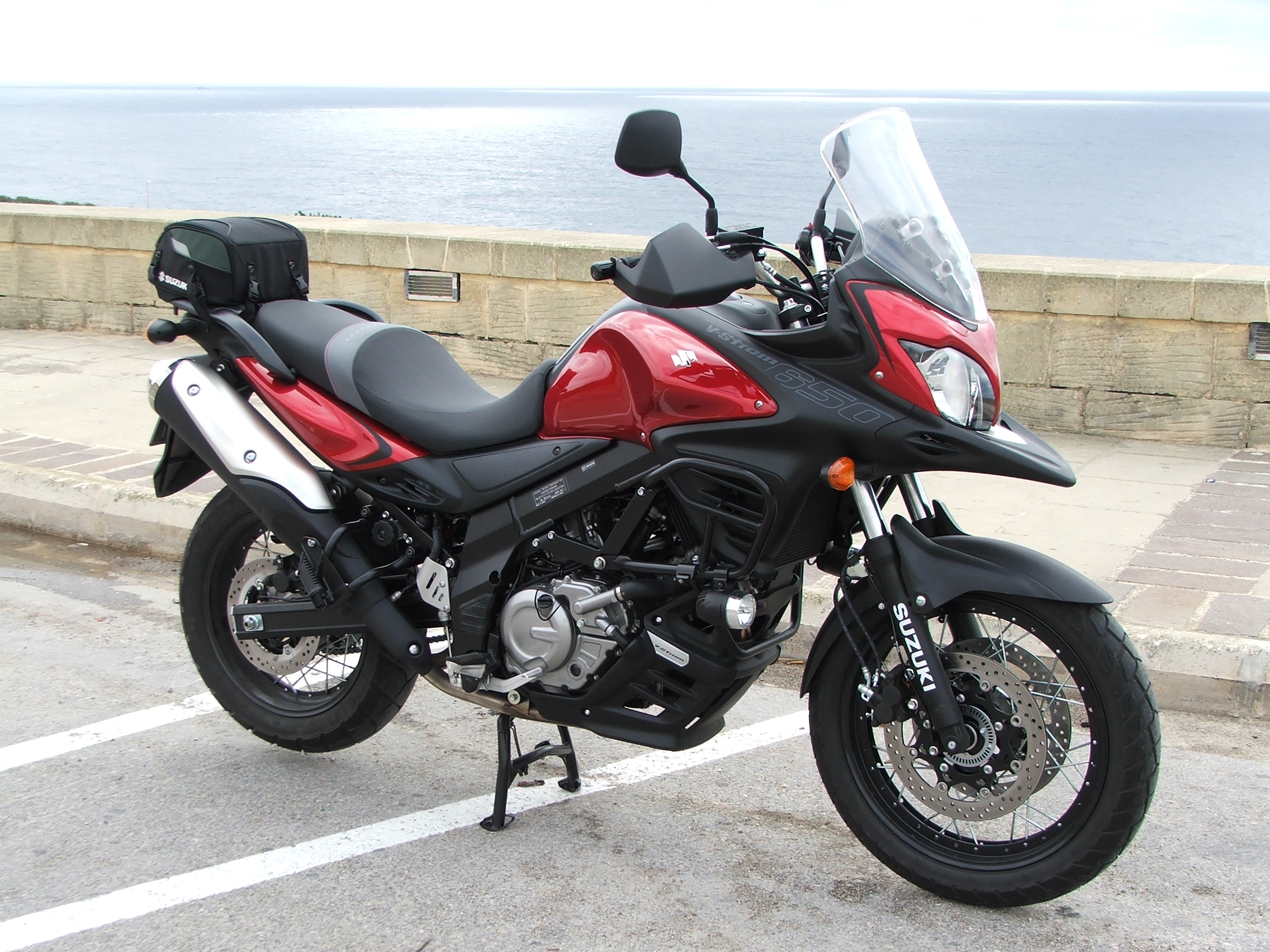
Suzuki V-Strom 650XT ABS uit 2015

### XT-model uit 2015
- Voorstyling omvatte een snavelachtige voorkuip
- Wielen werden veranderd in lichtgewicht aluminium velgen met draadspaken in overeenstemming met de avontuurlijke stijl, maar behielden de tubeless-functie van eerdere modellen (alleen verkrijgbaar als optionele extra bij sommige dealers)
- Leeggewicht van 215 kg

## Derde generatie
Vanaf 2017 was de DL650 verkrijgbaar in twee modelversies; de basis en XT. Deze versie van de DL650 heeft nu een uitwisselbaar bagagerek met de bijgewerkte DL1000 uit 2014. Het beschikt nu ook over instelbare tractiecontrole en gashendelondersteuning die het toerental van de motor langzaam verhoogt wanneer de koppeling wordt losgelaten of bij lage snelheden. Dit verkleint de kans dat de berijder de motorfiets laat afslaan.